# Stephen Perkins
Stephen Andrew Perkins (ur. 13 września 1967 w Los Angeles) – amerykański perkusista i autor tekstów, najlepiej znany jako członek założyciel zespołu Jane’s Addiction.
Po rozpadzie Jane’s Addiction, Perkins grywał z Perrym Farrellem w rockowym zespole Banyan, natomiast w latach '90 grywał w Lil' Pit wraz z Mikiem Wattem. W 1992 zagrał na perkusji na pierwszym albumie zespołu Rage Against the Machine. W tym samym roku zagrał na perkusji w utworze zespołu Red Hot Chili Peppers „One Big Mob” na albumie One Hot Minute (w tamtym czasie Dave Navarro był gitarzystą zespołu). Perkins zagrał również w utworze „I Do Not Want This” na płycie The Downward Spiral zespołu Nine Inch Nails.
Oprócz gry w Banyan, Perkins pracuje obecnie z Dave'em Navarro, Chrisem Chaneyem i Steve'em Isaacsem nad nowym projektem o nazwie The Panic Channel.
Perkins grywał również z muzykami Suicidal Tendencies w ich projekcie o nazwie Infectious Grooves, a także w zespole Hellride z Los Angeles, grającym covery Stooges.
Jego styl grania często określany jest jako egzotyczny, z powodu wykorzystania elementów afrykańskich i polirytmicznych.

## Informacje osobiste
Stephen ożenił się z Cindy Juarez Perkins – artystką z Chicago w roku 1995. Cindy pojawiła się w utworze „Keep The Change” na płycie „Anytime At All”, a także zaprojektowała okładkę do dwóch pierwszych albumów Banyana.

## Dyskografia
- Infectious Grooves - The Plague That Makes Your Booty Move...It's the Infectious Grooves (1991, Epic Records)
- The Panic Channel - (ONe) (2006, Capitol Records)
- Stephen Perkins - A Drummer's Life (2007, DVD, Alfred Music)
- Stephen Perkins - Behind the Player: Stephen Perkins (2008, DVD, Alfred Music)
- Stephen Perkins - Hands Feet Mind Soul (2010, DVD, Drum Channel)

## Filmografia
- "Bob and the Monster" (2011, film dokumentalny, reżyseria: Keirda Bahruth)[4]
- "Sunset Strip" (2012, film dokumentalny, reżyseria: Hans Fjellestad)[5]